# Ännsiksjön
Ännsiksjön är en sjö i Sundsvalls kommun i Medelpad och ingår i Ljungan-Gnarpsåns kustområde. Sjön har en area på 0,205 kvadratkilometer och ligger 5 meter över havet.

## Delavrinningsområde
Ännsiksjön ingår i det delavrinningsområde (690269-159020) som SMHI kallar för Rinner mot Björköfjärden. Medelhöjden är 14 meter över havet och ytan är 12,54 kvadratkilometer. Det finns inga avrinningsområden uppströms utan avrinningsområdet är högsta punkten. Avrinningsområdets utflöde mynnar i havet, utan att ha någon enskild mynningsplats. Avrinningsområdet består mestadels av skog (87 procent). Avrinningsområdet har 0,2 kvadratkilometer vattenytor vilket ger det en sjöprocent på 1,6 procent.